# Чжан Цзюньлун
Чжан Цзюньлун (кит. упр. 张俊龙, пиньинь Zhāng Jùnlóng; род. 12 ноября 1981, Циндао, КНР) — китайский боксёр-профессионал, выступающий в тяжёлой весовой категории. Среди профессионалов бывший чемпион Океании по версии WBA (2016—2019), чемпион по версиям IBO Asia Pacific (2014—2019), WBF Intercontinental (2014—2016) и временного чемпиона по версии WBU (2014—2015) в тяжёлом весе.
Лучшая позиция по рейтингу BoxRec — 17-я (март 2018) и является 2-м среди китайских боксёров тяжёлой весовой категории, входя в ТОП-20 лучших тяжеловесов всего мира.

## Профессиональная карьера
Профессиональную боксёрскую карьеру Чжан начал 27 октября 2012 года, победив нокаутом в 2-м раунде своего соотечественника Чан Синя.
11 апреля 2016 года Чжан победил техническим нокаутом во 2-м раунде опытного бразильского боксёра Джорджа Ариаса (56-15, 42 KO) и завоевал вакантный титул чемпиона Океании по версии WBA в тяжёлом весе.
18 декабря 2017 года Чжан победил нокаутом в 1-м же раунде экс-чемпиона мира по версии IBF в 1-м тяжёлом весе опытного аргентинца Виктора Эмилио Рамиреса (22-3-1), но по некоторым данным Рамирес согласился на выступление едва ли не за несколько дней до него и вышел в ринг жутко растренированный, и так как он не успел получить разрешение боксёрской комиссии, то этот бой числится как не официальный — и он не был внесён в послужной список боёв на BoxRec.
После боя в декабре 2017 года у Чжана случился перерыв продолжительностью почти в 4,5 года. За это время у него случились проблемы с местным спортивным менеджером, затем он эмигрировал из Китая и переехал вместе со своей семьёй на постоянное место жительства в Канаду, переболел коронавирусной инфекцией COVID-19, лечил свою тяжёло заболевшую жену Нану, — которая в января 2022 года скончалась. И вот наконец 14 мая 2022 года в Ричмонд-Хилле (Канада) он вышел на бой, и единогласным решением судей (счёт: 99—90 — трижды) победил опытного мексиканца Гильермо Касаса (10-2-1).
30 октября 2022 года в Ричмонд-Хилле (Канада) досрочно техническим нокаутом в 3-м раунде спорно проиграл опытному мексиканскому джорнимену Германа Гарсии Монтесу (7-4), после того как в 3-м раунде бойцы столкнулись головами, и Чжан Цзюньлун отказался от продолжения боя.

### Возвращение
27 июля 2024 года вернулся на ринг в Торонто (Канада) после почти двухлетнего перерыва в карьере и нокаутировал мексиканского джорнимэна Цезаря Рейносо (17-21-4) в первом раунде 

## Статистика профессиональных боёв
В таблице перечислены результаты всех поединков боксёров.
В каждой строке указан результат поединка. Дополнительно номер поединка обозначен цветом, который обозначает итог поединка. Расшифровка обозначений и цветов представлена в нижеследующей таблице.
| Пример | Расшифровка                     |
| ------ | ------------------------------- |
|        | Победа                          |
|        | Ничья                           |
|        | Поражение                       |
|        | Планируемый поединок            |
|        | Поединок признан несостоявшимся |
| КО     | Нокаут                          |
| ТКО    | Технический нокаут              |
| PTS    | Решение судей (по очкам)        |
| UD     | Единогласное решение судей      |
| MD     | Решение большинства судей       |
| SD     | Раздельное решение судей        |
| RTD    | Отказ от продолжения боя        |
| DQ     | Дисквалификация                 |
| NC     | Поединок признан несостоявшимся |

| 20 поединков, 19 побед (18 нокаутом), 1 поражение. | 20 поединков, 19 побед (18 нокаутом), 1 поражение. | 20 поединков, 19 побед (18 нокаутом), 1 поражение. | 20 поединков, 19 побед (18 нокаутом), 1 поражение. | 20 поединков, 19 побед (18 нокаутом), 1 поражение. | 20 поединков, 19 побед (18 нокаутом), 1 поражение. | 20 поединков, 19 побед (18 нокаутом), 1 поражение.                                                                                     |
| Бой                                                | Рекорд                                             | Дата боя                                           | Соперник                                           | Место проведения боя                               | Раундов, время                                     | Дополнительно |
| -------------------------------------------------- | -------------------------------------------------- | -------------------------------------------------- | -------------------------------------------------- | -------------------------------------------------- | -------------------------------------------------- | --- |
| 20                                                 |                                                    | 30 октября 2022                                    | Герман Гарсия Монтес (7-4)                         | Premiere Ballroom, Ричмонд-Хилл, Онтарио, Канада   | TKO 3 (12), 0:10                                   | |
| 19                                                 | 19-0                                               | 14 мая 2022                                        | Гильермо Касас (10-2-1)                            | Ричмонд-Хилл, Онтарио, Канада                      | UD 10 (10)                                         | Счёт судей: 99-90 (трижды). |
| Перерыв продолжительностью почти в 4,5 года.       |                                                    |                                                    |                                                    |                                                    |                                                    | |
| 18                                                 | 18-0                                               | 30 июля 2017                                       | Осборн Мачимана (22-9-2)                           | Циндао, КНР                                        | KO 1 (12), 2:10                                    | Защитил титул чемпиона Океании по версии WBA в тяжёлом весе (5-я защита Цзюньлуна).                                                    |
| 17                                                 | 17-0                                               | 9 мая 2017                                         | Педро Отас (30-4)                                  | Пекин, КНР                                         | KO 2 (12)                                          | Защитил титул чемпиона Океании по версии WBA в тяжёлом весе (4-я защита Цзюньлуна).                                                    |
| 16                                                 | 16-0                                               | 29 марта 2017                                      | Сауль Фарах (64-21-3)                              | Циндао, КНР                                        | KO 1 (12), 1:28                                    | Защитил титул чемпиона Океании по версии WBA в тяжёлом весе (3-я защита Цзюньлуна).                                                    |
| 15                                                 | 15-0                                               | 23 января 2017                                     | Рохелио Омар Росси (18-4-1)                        | Пекин, КНР                                         | KO 1 (12)                                          | Защитил титул чемпиона Океании по версии WBA в тяжёлом весе (2-я защита Цзюньлуна).                                                    |
| 14                                                 | 14-0                                               | 7 августа 2016                                     | Жулио Сезар Дос Сантос (28-6)                      | Пэнлай, Шаньдун, КНР                               | TKO 2 (12)                                         | Защитил титул чемпиона Океании по версии WBA в тяжёлом весе (1-я защита Цзюньлуна).                                                    |
| 13                                                 | 13-0                                               | 11 апреля 2016                                     | Джордж Ариас (56-15)                               | Цзинхун, Юньнань, КНР                              | TKO 2 (12), 0:47                                   | Завоевал вакантный титул чемпиона Океании по версии WBA в тяжёлом весе.                                                                |
| 12                                                 | 12-0                                               | 30 января 2016                                     | Хуан Педро Гуглиэлметти (7-4)                      | Пэнлай, Шаньдун, КНР                               | KO 3 (12), 2:15                                    | |
| 11                                                 | 11-0                                               | 29 мая 2015                                        | Шон Кокс (18-5)                                    | Пекин, КНР                                         | KO 2 (12)                                          | |
| 10                                                 | 10-0                                               | 30 ноября 2014                                     | Джейсон Гаверн (26-17-4)                           | Ухань, КНР                                         | TKO 3 (12)                                         | Завоевал вакантный титул чемпиона по версии WBF Intercontinental и временного чемпиона по версии WBU (немецкая версия) в тяжёлом весе. |